# Gare de Saint-Denis-des-Murs
Gare de Saint-Denis-des-Murs vasútállomás Franciaországban, Saint-Denis-des-Murs településen.

## Vasútvonalak
Az állomást az alábbi vasútvonalak érintik:
- Palais-Eygurande-Merlines-vasútvonal

## Kapcsolódó állomások
A vasútállomáshoz az alábbi állomások vannak a legközelebb:
- Gare de Saint-Léonard-de-Noblat
- Gare de Châteauneuf - Bujaleuf